# Trachea gnoma
Trachea gnoma är en fjärilsart som beskrevs av Butler 1878. Trachea gnoma ingår i släktet Trachea och familjen nattflyn. Inga underarter finns listade i Catalogue of Life.